# Talakag
Talakag is een gemeente in de Filipijnse provincie Bukidnon op het eiland Mindanao. Bij de laatste census in 2007 had de gemeente ruim 53 duizend inwoners.

## Geografie

### Bestuurlijke indeling
Talakag is onderverdeeld in de volgende 27 barangays:
| - Barangay 1 - Barangay 2 - Barangay 3 - Barangay 4 - Barangay 5 - Basak - Baylanan - Cacaon - Colawingon - Cosina - Dagumbaan - Dagundalahon - Dominorog - Indulang - Lantud | - Lapok - Liguron - Lingi-on - Lirongan - Miarayon - Sagaran - Salucot - San Antonio - San Isidro - San Miguel - San Rafael - Santo Niño - Tagbak - Tikalaan |

## Demografie
Talakag had bij de census van 2007 een inwoneraantal van 53.316 mensen. Dit zijn 4.990 mensen (10,3%) meer dan bij de vorige census van 2000. De gemiddelde jaarlijkse groei komt daarmee uit op 1,36%, hetgeen lager is dan het landelijk jaarlijks gemiddelde over deze periode (2,04%). Vergeleken met de census van 1995 is het aantal mensen met 13.938 (35,4%) toegenomen.

De bevolkingsdichtheid van Talakag was ten tijde van de laatste census, met 53.316 inwoners op 786,4 km², 67,8 mensen per km².